# Survivre, comment vaincre en milieu hostile
Survivre, comment vaincre en milieu hostile est un livre du médecin français Xavier Maniguet, publié aux Éditions Albin Michel en 1988 traitant de techniques de survie.

## Thèmes
Ce livre est une « bible » de la survie en milieu hostile, avec de nombreuses informations pour améliorer ses chances de survie dans des situations extrêmes. Des déserts aux pôles, de la jungle aux montagnes, en passant par les océans, l'auteur décrit les dangers spécifiques à chaque milieu et situation, et les techniques et méthodes pour y faire face,.
En 1988, Xavier Maniguet a reçu le prix du Médec de la meilleure information médicale pour ce livre.

## Parution, traduction et rééditions
Survivre, comment vaincre en milieu hostile, parait pour la première fois en 1988 puis, devenu un classique, connaît plusieurs rééditions, la dernière en 2016, en format poche. Le livre sera également traduit en anglais et paraitra en 1994, sous le titre Survival: How to Prevail in Hostile Environments aux éditions Facts on File.

## Théâtre
En 2013, Sarah Bahr écrit un texte librement adapté du livre Survivre, comment vaincre en milieu hostile qui débouche sur une pièce de théâtre mise en scène par Thierry Bordereau. Ici, la nature hostile est transposée de manière humoristique dans le monde du travail.